# Skopun
Skopun – miasto na Wyspach Owczych, na wyspie Sandoy. Liczy obecnie (I 2015 r.) 448 mieszkańców. Ośrodek turystyczny.

## Demografia
Według danych Urzędu Statystycznego (I 2015 r.) jest 24. co do wielkości miejscowością Wysp Owczych.